# М'ята водяна
М'ята водяна (Mentha aquatica L.) — вид губоцвітих рослин родини глухокропивові.

## Поширення
Росте в сирих місцях більшої частини Європи, Північно-Західної Африки і Південно-Західної Азії. Вид занесений до Ісландії, Болівії, Бразилії та нижньої частини Південної Америки. Зустрічається в більшості типів водно-болотяних угідь, особливо обабіч рівнинних річок і струмків, канав і каналів, боліт і коло стоячих водойм.
В Україні зростає берегами водойм і у воді на мулистих ґрунтах — майже по всій Україні, у Криму дуже рідко.

## Морфологія
Багаторічна трав'яниста рослина до 90 сантиметрів заввишки з повзучим кореневищем. Стебло пряме, висхідне, з 4 ребрами, волохато-голе, часто темно-червонувате. Черешок листя середини стебла ≈ 2 мм. Листова пластинка від широко яйцеподібної до еліптичної, розміром 2–4 × 1,5–3 см, основа від заокругленої до дрібно серцеподібної, краї зубчасті, верхівки тупі. Верхні листки зменшуються, верх гострий. Суцвіття щільне, напівсферичне. Квітконіжка ≈ 1 мм. Чашечка трубчаста, ≈ 1,5 мм, залозиста; зубці лінійно-шилоподібні, близько 0,5 мм. Віночок фіолетово-червоний, ≈ довжиною 5 мм, 4-лопатевий. Тичинок 4. Плоди 4-дольні; напівплодики від глянцевих до зернистих, жовтувато-коричневі. Квітує у липні-серпні.
Різновид Mentha aquatica var. litoralis зустрічається у Швеції й Фінляндії в районі Балтійського моря. Він нерозгалужений, голий, із більш вузьким листям і світлими кольорами.

## Використання
Вид менш широко використовується, ніж інші види м'яти через гіркий смак і запах.

## Загрози та охорона
Немає відомих минулих, нинішніх або майбутніх загроз для цього виду.